# Roegchanda Pascoe
Pour les articles homonymes, voir Pascoe.
Roegchanda Pascoe, née au milieu des années 1970, est une militante sud-africaine luttant contre la criminalité et les violences sexistes, et pour  l’inclusion des populations historiquement marginalisées de la ville du Cap, prix international de la femme de courage en 2022.

## Biographie
Roegchanda Pascoe grandit pendant l'apartheid à Manenberg,, un township créé à la fin des années 1960 dans la banlieue du Cap, par déplacement forcé de populations coloured, à partir de zones désignées par le régime d'apartheid comme devant être réservées aux blancs. 
Ayant trouvé un emploi dans l’industrie textile locale, elle est amenée également à fonder une initiative communautaire, le Manenberg Safety Forum, pour lutter contre les violences liées à la criminalité et contre les violences sexuelles (par des actions de médiation entre gangs, par l'implication des services gouvernementaux, par la sensibilisation de la communauté sur les points de vigilance, par l'assistance aux victimes, etc.)). Elle apporte son témoignage dans des procès, et est l’objet de menaces. Elle s’est vu décerner en 2022 le prix international de la femme de courage,.